# Mobile v. Bolden
Mobile v. Bolden (en français : Ville de Mobile, Alabama et autres contre Bolden et autres) est un arrêt de la Cour suprême des États-Unis, rendu le 22 avril 1980 (arrêt 446 U.S. 55).

## Contexte
La ville de Mobile est dirigée par une commission de la ville qui exerce le pouvoir législatif, exécutif et administratif. Les trois membres de la commission sont élus par toute la population de la ville au lieu d'être élus séparément dans trois districts. Dès lors qu'un membre est élu par toute la ville, il est difficile pour une communauté, comme les noirs, d'élire quelqu'un favorable à leurs intérêts. Les habitants noirs lancent une poursuite judiciaire contra la municipalité et les trois commissaires. Leur plainte prétend que le système électoral de la ville viole les XIVe et XVe amendements de la Constitution ainsi que la Section 2 du Voting Rights Act. La Cour de district et la Cour d'appel fédérale jugent en faveur de la communauté noire. La forme de gouvernement est modifiée.

## Verdict de la Cour
La Cour se prononce à 6 contre 3 en faveur de Mobile. Dans son jugement, le juge Stewart conclut que le Voting Rights Act coïncide avec le XVe amendement. Il rejette le XVe amendement en disant : « Le verdict de la Cour de district, incontesté en appel, montre que les citoyens noirs sont inscrits et votent à Mobile 'sans obstacle' et il n'y a pas d'obstacle officiel pour ceux qui veulent être candidats à l'élection de la commission ». Il rejette également le XIVe amendement en soutenant que l'« action d'un État racialement neutre viole le XIVe amendement uniquement dans une intention discriminatoire ». Le juge Stevens tient un discours un peu différent mais en vient à la même conclusion sur le système de Mobile.